# Casa de Campo de Asa Johnston
La Casa de Campo de Asa Johnston es una histórica casa de campo ubicada en Johnsonville, Alabama, Estados Unidos. La casa de un piso con techo amplio fue construida en 1842 por Ezra Plumb para Asa Johnston.

## Historia
La granja es una de las pocas obras supervivientes de Ezra Plumb, un carpintero, diseñador y constructor local que se convirtió en uno de los constructores eminentes del condado de Conecuh antes de la Guerra de Secesión. Plumb, nacido en Connecticut, emigró al área alrededor de 1835. La residencia fue construida para Asa Johnston, nacida en el condado de Bibb, Georgia el 24 de agosto de 1798. Llegó a Conecuh en 1818, año en que se fundó el condado, lo que lo convirtió en uno de los pioneros originales. Tenía cuarenta esclavos en 1840. Ocupó 960 acres (388,5 ha) de tierra y cuarenta y siete esclavos en 1850. Sus propiedades inmobiliarias habían aumentado a 3450 acres (1396,2 ha), valorado en $10,000 en 1860. Su propiedad personal fue valorada en $63,500 durante ese año. Esta cifra incluía sus aperos de labranza, ganado y sesenta y siete esclavos.

## Descripción
La casa cuenta con una estructura de madera en todas partes. La fachada frontal tiene siete bahías de ancho, con un corredor central abierto y puertas a cada lado, enmarcadas por dos ventanas cada una. El interior muestra detalles simples del neogriego vernáculo, como mantos, marcos de ventanas moldeados, puertas de cuatro paneles y marcos de puertas moldeados. Los acabados decorativos de imitación pintada están presentes en molduras, revestimientos de madera y puertas. El corredor central presenta un techo abovedado de cañón, el único ejemplo documentado en Alabama. Un porche de Carolina de ancho completo se extiende a lo largo del frente. Un comedor adosado, construido aproximadamente al mismo tiempo que la casa principal, está conectado a la parte trasera de la casa por una pasarela elevada cubierta. Es un edificio con fachada a dos aguas, un tramo de ancho con una puerta de entrada central y dos tramos de profundidad.
La casa fue agregada al Registro de Monumentos y Patrimonio de Alabama el 4 de octubre de 1993 y al Registro Nacional de Lugares Históricos el 21 de mayo de 2008.